# Azeglio
 (septembre 2016).
Si vous disposez d'ouvrages ou d'articles de référence ou si vous connaissez des sites web de qualité traitant du thème abordé ici, merci de compléter l'article en donnant les références utiles à sa vérifiabilité et en les liant à la section « Notes et références ».
Azeglio (en français Aceil) est une commune italienne de la ville métropolitaine de Turin dans la région Piémont en Italie.

## Administration
| Période                                  | Période  | Identité            | Étiquette    | Qualité |
| ---------------------------------------- | -------- | ------------------- | ------------ | ------- |
| 13 juin 2004                             | En cours | Angiolino Santina . | lista civica |         |
| Les données manquantes sont à compléter. |          |                     |              |         |

### Hameaux
Piane, Pobbia

### Communes limitrophes
Bollengo, Palazzo Canavese, Piverone, Albiano d'Ivrea, Viverone, Caravino, Settimo Rottaro, Borgo d'Ale